# Alice Elizabeth Doherty
Alice Elizabeth Doherty (14 de març de 1887, Minneapolis, Minnesota – 14 de juny de 1933, Dallas, Texas) fou l'única persona coneguda nascuda amb hipertricosi lanuginosa en la història dels Estats Units, i es va exhibir en la seva infància i joventut com una raresa.

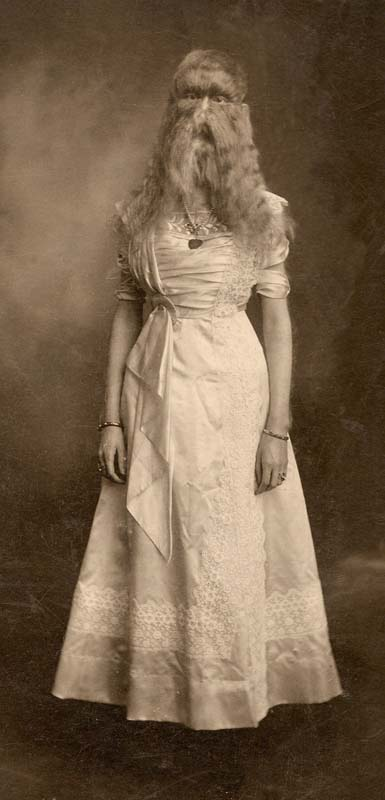
Doherty fotografiada d'adolescent

## Biografia
Doherty va néixer a Minneapolis, Minnesota amb un suau, llarg i daurat pel llanós per tot el cos, ja que era rossa i amb ulls blaus. El seu pare va decidir exhibir-la des dels dos anys a nivell local, a pobles i ciutats propers però va ser tal l'èxit que ho va acabar ampliant fins a recórrer tot el Mig Oest nord-americà. Des dels cinc anys va ser un "fenomen de botiga", a finals del segle xix als EUA el tipus d'espectacle creat per P. T. Barnum era tan habitual que moltes famílies amb un membre peculiar feien gires per la seva regió llogant un espai a botigues i grans magatzems, on venien entrades per contemplar-lo i el propietari del local veia arribar de pas potencials clients. Es guanyaven així a través del familiar un suport que els permetia després retirar-se a viure una vida còmoda. Per això Alice mai no va arribar a ser tan coneguda com altres fenòmens dirigits per grans promotors en gires extenses, ja que era una noia tranquil·la dirigida per la seva família sense pretensions. Cap a 1910, es van instal·lar a Dallas i poc després Alice es retiraria a viure amb els seus pares i germans en un còmode anonimat.
Malgrat que la hipertricosi és una condició molt rara, en la seva època es van exhibir altres fenòmens contemporanis famosos que també mostraven anomalies d'aquest tipus com ara Fedor Jeftichew ("Jo-Jo el Noi amb Cara de Gos"), Stephan Bibrowski ("Lionel l'Home Lleó"), i Annie Jones (una dona barbuda), un altre cas ja a la fi del segle XX és el mexicà Jesús "Chuy" Aceves ("L'Home Llop").
Doherty es va retirar de l'exhibició el 1915 i va morir de causes desconegudes el 13 de juny de 1933.